# Sterphus janzeni
Sterphus janzeni är en tvåvingeart som beskrevs av Thompson 1994. Sterphus janzeni ingår i släktet Sterphus och familjen blomflugor.
Artens utbredningsområde är Costa Rica. Inga underarter finns listade i Catalogue of Life.